# أفرو كندا سي إف-100 كانوك
أفرو كندا سي إف-100 كانوك (بالإنجليزية: Avro Canada CF-100 Canuck)‏ هي طائرة مقاتلة اعتراضية، أُنتجت في كندا. من صناعة أفرو كندا. كانت تستخدم بشكل أساسي من قبل سلاح الجو الملكي الكندي. كان أول طيران لها في 19 يناير 1950. دخلت الخدمة في 1952، انتهت خدمتها في 1981. صنع منها 692 طائرة.

## المستخدمون
- سلاح الجو الملكي الكندي
- القوات الجوية البلجيكية